# Blow Me (court métrage)
Pour plus de détails, voir Fiche technique et Distribution.
Blow Me est un court métrage américain réalisé par Silver Tree en 2012.

## Synopsis
Gunnar (Christian Oliver), un acteur allemand, et son manager Jorg (Flula Borg) se lancent dans une entreprise de jardinage à Hollywood afin de rencontrer différentes personnalités susceptibles d'aider leur carrière au point mort.

## Distribution
- Christian Oliver : Gunnar
- Flula Borg : Jorg
- Jeremy Sisto : Le golden boy
- Matthew Glave
- Roland Kickinger
- Adrian Quinonez : Angel
- Luigi Dibiassi
- Talita Maia : Rafaela
- Ian Duncan (en)
- Blayne Weaver (en)
- Eric Michael Cole (en)
- Brandon Barrera
- Henriette et Sophia Riddervold
- Tony Shalhoub
- Dave Foley
- Matthew Lillard